# Titlington
Titlington – przysiółek w Anglii, w hrabstwie Northumberland, w dystrykcie (unitary authority) Northumberland, w civil parish Hedgeley. Leży 8.4 km od miasta Alnwick, 52.7 km od miasta Newcastle upon Tyne i 451 km od Londynu. W 1951 roku civil parish liczyła 37 mieszkańców.